# 蓄熱式高溫空氣燃燒技術
蓄熱式高溫空氣燃燒技術即是在加熱爐兩側設置蓄熱室（又叫蓄熱箱），在蓄熱箱內布置有能夠快速儲存和釋放熱量的陶瓷蜂窩體（或陶瓷小球），通過煙氣和空氣在蓄熱箱內不斷轉換，助燃空氣（燃氣）與燃燒後的高溫廢氣（1000℃~1300℃）交替通過蓄熱箱。從而使助燃空氣（煤氣）被預熱到800~1100℃，廢氣排放溫度被降之200℃以下。從而實現高溫空氣助燃和煙氣餘熱的極限回收。
蓄熱室成對安裝在加熱爐兩側（或同側），蓄熱室內裝有陶瓷蜂窩蓄熱體（或陶瓷小球），常溫空氣和高溫廢氣通過換向閥切換交替進入蓄熱室，首先高溫煙氣通過一側蓄熱室，高溫煙氣中的熱量將蓄熱室中的蓄熱體加熱，並將熱量儲存在蓄熱體中，當蓄熱體儲滿熱量後，通過切換空氣進入儲滿熱量的蓄熱室，當常溫空氣經過被加熱的蓄熱室1時被加熱，在極短的時間內（30s~180s），常溫空氣被加熱至800~1000℃（一般比爐膛溫度低50℃~100℃），加熱後的高溫熱空氣進入爐膛或在燃燒室內與燃料混合參與燃燒，與此同時爐膛內燃燒後的廢氣經過另一側蓄熱室2排入大氣，高溫熱煙氣經過蓄熱室2時將熱量又儲存在蓄熱體內，煙氣放熱並降溫，然後以150℃~200℃的低溫煙氣經過四通換向閥由引風機排出。利用四通換向閥以一定的時間（30s~180s）使煙氣和空氣進行周期切換，從而使兩側蓄熱室交替工作，實現連續供風和排煙。